# Монтлевич Віра Євгенівна
Монтлевич Віра Євгенівна (4 листопада 1909, Санкт-Петербург — 2003, Харків) — український архітектор-містобудівник.

## Біографія
Віра Монтлевич народилася в 1909 році в Санкт-Петербурзі в родині гірничого інженера. Батько разом з родиною спочатку був направлений на Донбас, а потім до Харкова, де займався науковою роботою і викладав у Харківському гірничо-індустріальному інституті.
У Харкові Віра Монтлевич закінчила художню школу та вступила на архітектурний факультет Харківського художнього інституту, що після реорганізації став Харківським інженерно-будівельним інститутом, який закінчила з червоним дипломом у 1934 році. Після того працювала архітектором в «Діпромісті», інституті «Південдіпрошахт», управлінні Південної залізниці. В евакуації під час Другої світової війни працювала у Свердловську (тепер Єкатеринбург) в управлінні міського архітектора та у Ташкенті в Середньоазіатському відділенні «Промбудпроекта». Після визволення Харкова у 1943 році, Віра Монтлевич повернулася до міста і почала викладати у Харківському інженерно-будівельному інституті та Харківському інституті інженерів комунального будівництва. У 1945 році почала працювати у Харківській філії інституту «Містобудпроект», який згодом було перетворено на «Укрмістобудпроект», де Монтлевич працювала до виходу на пенсію в 1980 році.
Була членом Спілки архітекторів України з 1935 року та секретарем правління Харківської обласної організації спілки. Віра Монтлевич була депутатом Харківської міської ради.

## Вибрані проекти
- Квартал робітничого поселення ХТЗ, Харків (архітектори А. Д. Маторін, В. Є. Монтлевич, 1948-1951)[2]
- Реконструкція будівлі на вул. Сумській, 100 [Архівовано 14 серпня 2017 у Wayback Machine.], Харків (архітектори А. Д. Маторін, Л. О. Яновицький, В. Є. Монтлевич)
- Гуртожиток заводу «Запоріжсталь», Запоріжжя (архітектори А. Д. Маторін, В. Є. Монтлевич)
- Генеральний план Вільногірська
- Генеральний план Кіровограда
- Проект детального планування центральної частини Кіровограда

## Нагороди
Віра Монтлевич була відзначена медалями «За доблесну працю» і «Ветеран праці».